# آبشار هاریسون بیسین
آبشار هاریسون بیسین (به انگلیسی: Harrison Basin Falls) آبشاری است که در کشور ایالات متحده آمریکا واقع شده‌است و بلندترین ریزشگاه آن ۷۰۷ متر ارتفاع دارد. این آبشار، بیست و ششمین آبشار بلند جهان است.